# Listă de asociații din România
Aceasta este o listă de asociații din România:
- Alianța Națională pentru Restaurarea Monarhiei
- Asociația Misiunea Bucovina 🇷🇴
- Asociația Europeană Pentru Apărarea Drepturilor Omului
- Asociația Pentru Apărarea Drepturilor Omului în România – Comitetul Helsinki
- Asociația Națională pentru Proțectia Consumatorilor și Promovarea Programelor și Strategiilor din România - InfoCons
- Asociația Salvați Dunărea și Delta
- Asociatia Cuțu, cuțu

- Asociația 17 Decembrie din Timișoara
- Asociația 21 Decembrie din București
- Asociația Revoluționarilor Fără Privilegii
- Asociația Memorialul Revoluției din Timișoara

- Asociația Cluburilor de Karate Arad
- Asociația de Turism Floare de Colț
- Asociația Editorilor de Presă Locală și Regională de Limbă Maghiară
- Asociația pentru Studiul Fenomenelor Aerospațiale Neidentificate
- Asociația Generală a Inginerilor din România
- Recolamp

## Asociații culturale și artistice
- Asociația Transilvană pentru Literatura Română și Cultura Poporului Român (ASTRA)
- Asociația Națională a Caselor de Cultură ale Sindicatelor din România — ANCCSR
- Asociația Criterion
- Grupul Criterion
- Asociația Profesioniștilor de Televiziune (APTR)